# 모토미야정
모토미야정(本宮町)은 후쿠시마현 나카도리 아다치군에 있던 정이다. 2007년 1월 1일 시라사와촌과 합병하여 모토미야시가 신설되고 폐지되었다.

## 역사
- 1887년 12월 15일 - 모토미야역이 신설되었다.
- 1889년 4월 15일 - 정촌제 시행에 의해 아다치군 모토미야정이 성립하였다.
- 1954년 3월 31일 - 모토미야정, 아라이촌, 아오타촌, 니이다촌 등 4개 정·촌이 합병하여, 새로운 모토미야정이 설치되었다.
- 1956년 4월 30일 - 모토미야정에 이와네촌이 편입되었다.
- 1981년 8월 4일 - 모토미야 인터체인지가 공용을 개시하였다.
- 2007년 1월 1일 - 모토미야정과 시라사와촌 등 2개 정·촌이 합병하여 모토미야시가 신설되고, 모토미야정 등은 폐지되었다.

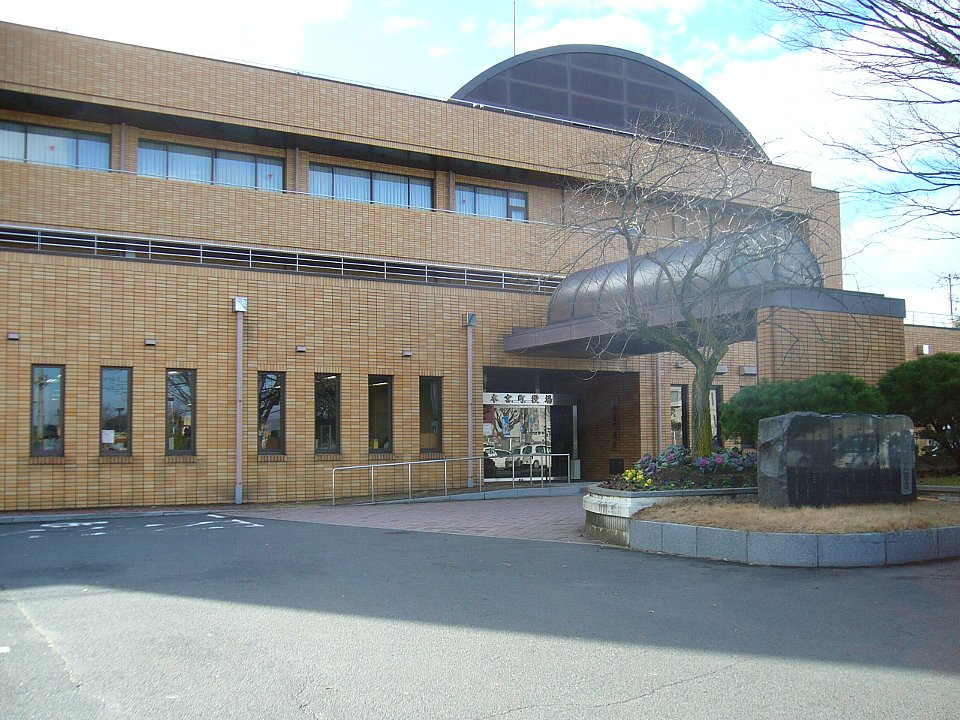
모토미야정 정사무소

## 교통

### 철도
- 동일본 여객철도 도호쿠 본선

### 도로
- 도호쿠 자동차도 - 모토야마IC
- 국도 4호선